# Sheridan (Illinois)
Pour les articles homonymes, voir Sheridan.
Sheridan est un village du comté de LaSalle dans l'Illinois, aux États-Unis,. Situé au nord-est du comté, il est incorporé le 13 juin 1903.

## Démographie
Lors du recensement de 2010, le village comptait une population de 2 137 habitants. Elle est estimée, en 2016, à 2 711 habitants.

### Source de la traduction
- (en) Cet article est partiellement ou en totalité issu de l’article de Wikipédia en anglais intitulé « Sheridan, Illinois » (voir la liste des auteurs).